# فرط الحرارة الخبيث

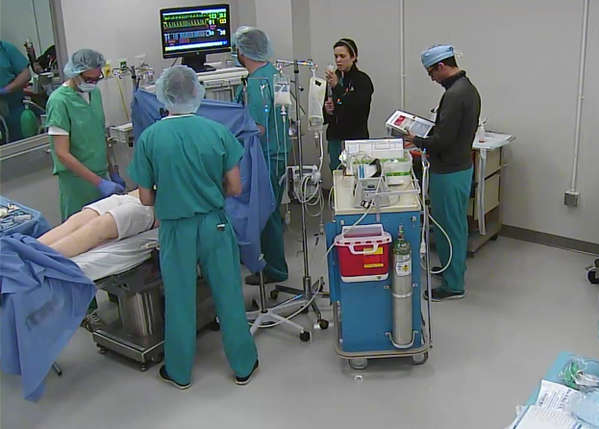
محاكاة لأطباء تخدير يقومون بعلاج حالة مصابة بفرط الحرارة الخبيث في جامعة كارولاينا الشمالية

فرط الحرارة الخبيث (بالإنجليزية: Malignant hyperthermia)‏ هو حالة طبية مهددة للحياة تنتج عن التعرض لبعض العقاقير المستخدمة في التخدير الكلي التي تشمل أبخرة التخدير مثل الهالوثان ومرخيات العضلات مثل سكسنيل كولين وذلك في المرضى المهيئين جينياً. حيث يمكن أن تتسبب هذه العقاقير في زيادة حادة لمعدلات الأيض في العضلات بما يتجاوز قدرة الجسم على التحمل وعجزه عن توفير الأكسجين وازالة ثاني أكسيد الكربون من الخلايا بالإضافة إلى فقدان القدرة على ضبط درجة الحرارة مما قد يتسبب في الوفاة في حالة عدم توفير العلاج في الوقت المناسب.

## الأسباب
تنتقل الموروثة المتسببة بالحالة على شكل صفة سائدة في الصبغي رقم 19 من أحد الوالدين، وترتبط الطفرات في مستقبلة الريانودين بظهور المرض. في حالة عدم التعرض لعامل حفاز لا تظهر الأعراض في المرضى المصابين بالخلل الوراثي مطلقاً أو قد تظهر بشكل طفيف، تشمل العوامل المحفزة أدوية التخدير الاستنشاقية مثل سيفوفلوران وآيزوفلوران وهالوثان وديسفلوران، بالإضافة إلى مرخيات العضلات مثل سكسنيل كولين، وقد يتسبب الإجهاد العضلي وارتفاع حرارة الطقس في حالات نادرة بظهور الأعراض.

## الأعراض
عند التعرض لأحد العوامل المحفزة يزداد معدل الأيض بشكل حاد بما يتسبب بحدوث ارتفاع كبير في درجة حرارة الجسم تتجاوز 41 درجة مئوية غالباً، زيادة معدل ضربات القلب، زيادة سرعة التنفس، ارتفاع نسبة ثاني أكسيد الكربون بالدم، ارتفاع معدل استهلاك الأكسجين في الخلايا، تشنج العضلات، ارتفاع نسبة الحموضة بالدم.

## الوقاية
يشمل فحض طبيب التخدير للمريض الاستعلام عن اصابة أحد أفراد العائلة بخلل وراثي أو الإصابة بفرط الحرارة الخبيث بالتحديد، عند الشك أو تشخيص وجود الخلل الوراثي يجب تجنب اعطاء المريض الأدوية المتسببة بظهور الحالة، كما يتم استخدام التخدير النصفي أو التخدير الموضعي كبديل عن التخدير العام طالما أمكن ذلك. في حالة كون التخدير العام هو الخيار الوحيد يقوم طبيب التخدير بفصل المبخار المحتوي على العقاقير التي يجب تجنبها عن آلة التخدير، كما يقوم بتغيير الوصلات أو تنقيتها من بقايا الأدوية الاستنشاقية باستخدام أكسجين عالي الضغط لمدة تتراوح بين 20 إلى 30 دقيقة، و يقوم باستخدام أدوية تخدير وريدية مثل البروبوفول بدلاً عن تلك الاستنشاقية.

## العلاج

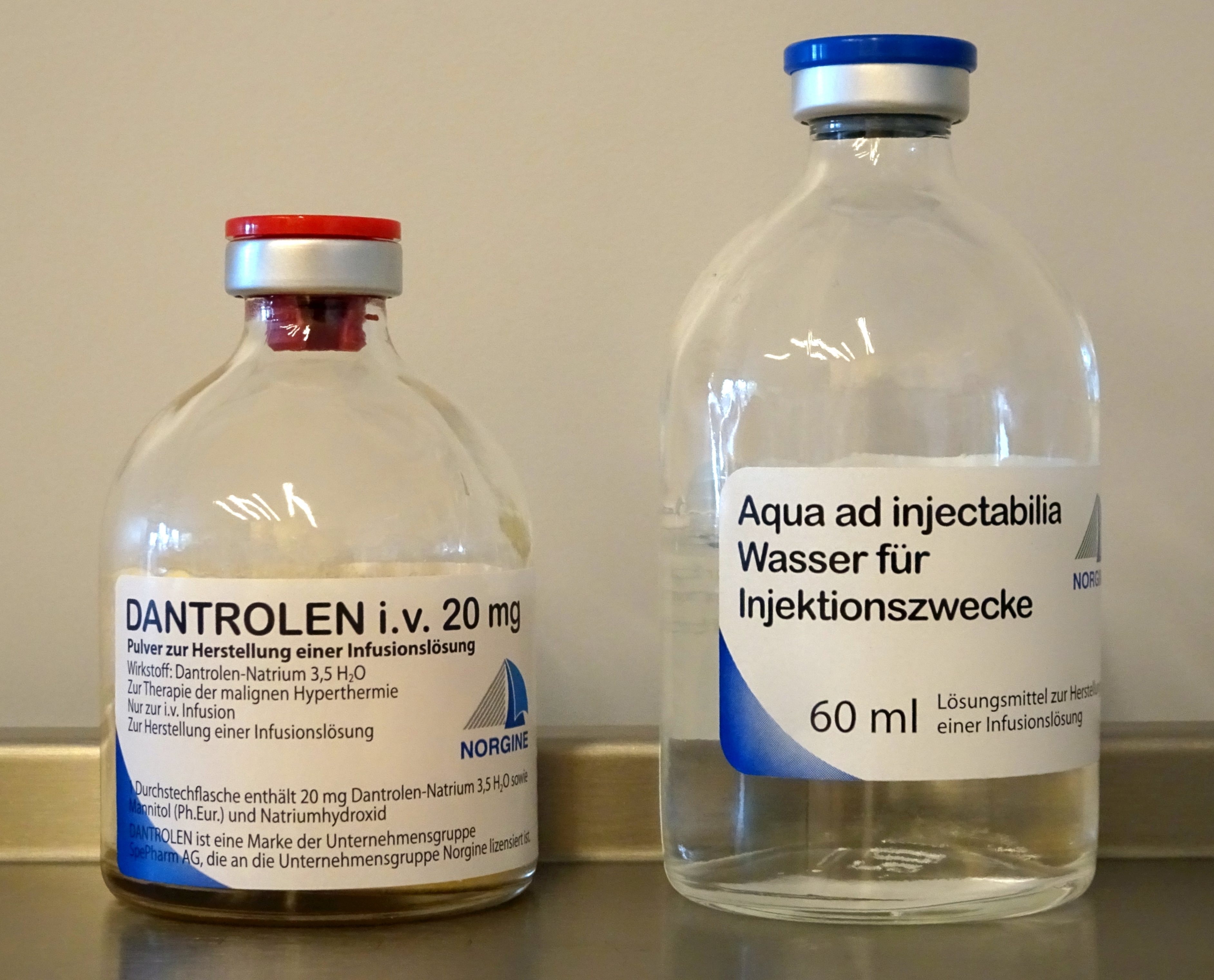
قارورة من عقار الدانترولين

يعد عقار الدانترولين العقار الوحيد الفعال لعلاج الحالة، حيث يتم حقنه وريدياً بالتزامن مع ايقاف الأدوية المحفزة، مع علاج الأعراض الظاهرة على المريض وخصوصاً ارتفاع درجة حرارة الجسم. يعمل الدانترولين على مستقبلة الريانودين بشكل خاص بما يمنع خروج الكالسيوم إلى السيتوبلازم وتغيير معدل الأيض. تنصح المستشفيات بالاحتفاظ بمخزون من الدانترولين يقدر كحد أدنى بـ 36 زجاجة (720 ملغ) ,هي كافية لشخص بالغ يزن 70 كيلوجراماً. مع استعمال الدانترولين انخفضت نسبة الوفيات نتيجة فرط الحرارة الخبيث من 80% إلى 5% فقط في الستينيات من القرن العشرين.